# 和田敏克
和田 敏克（わだ としかつ、1966年 - ）は、日本の映像作家、アニメーター。福岡県生まれ。
主に、NHKの音楽番組「みんなのうた」などのアニメーションを制作している。

## 作品一覧

### みんなのうた
- ◆は、5分間1曲枠の楽曲（ロングのうた）。
- 象だゾウ / ささきいさお、ぞうさんコーラス（2004年2月・3月放送）